# Marvel Entertainment
A Marvel Entertainment LLC (korábban Marvel Enterprises és Toy Biz, Inc.) New York-i székhelyű amerikai szórakoztató cég, amelyet 1998 júniusában alapítottak. A Marvel Entertainment Group, Inc. és a ToyBiz egyesülésével jött létre. A társaság a The Walt Disney Company 100%-os tulajdonában álló leányvállalat, főleg a Marvel Comics képregényeiről, valamint filmekbe való bejutásáról ismert, beleértve a Marvel Cinematic Universe filmjeit is.
2009-ben a The Walt Disney Company 4 milliárd dollárért vásárolta meg a Marvel Entertainment-et, azóta korlátolt felelősségű társaság (LLC). Pénzügyi beszámolás céljából a Marvelről elsősorban a Disney Fogyasztási cikkek szegmensében számolnak be, mióta a Marvel Studios átszerveződött  Marvel Entertainment-ről Walt Disney Studiosra.
Az évek során a Marvel Entertainment több partnerséget és tárgyalást kezdett más vállalatokkal, különféle vállalkozásokban. 2019-től a Marvel filmlicenc-megállapodásokkal rendelkezik a Sony Pictures-szel (a Pókember-filmek esetében) és a Universal Pictures-szel (elsőbbségi jog a Marvel Studios által gyártott jövőbeni Hulk-filmek terjesztési jogainak felvételére), valamint szórakoztató parkok licencszerződései az IMG Worlds of Adventure and Universal Parks & Resorts szolgáltatásokkal (a Marvel karakterjogainak megadásához az Islands of Adventure és a Universal Studios Japan-nál). A Universal Parks & Resorts-szel kötött szerződésükön kívül a Marvel karakterei és tulajdonságai a Disney Parkokban is megjelentek.

## Történet

### Marvel Entertainment Group, Inc.
A Marvel Entertainment Group, Inc. (Marvel vagy MEG), amelyet 1986. december 2-án alapítottak, amelybe a Marvel Comics és a Marvel Productions került be. Abban az évben eladták a New World Entertainment Ltd-nek a Cadence Industries felszámolása részeként. 1989. január 6-án Ronald Perelman MacAndrews & Forbes Holdings 82,5 millió dollárért megvásárolta a Marvel Entertainment Group-ot a New World-től. Az ügylet nem tartalmazta a Marvel Productions-t, amelyet a New World tévé- és filmüzletágává alakítottak.
"A szellemi tulajdon szempontjából mini-Disney" - mondta Perelman. "A Disney-nek sokkal elismertebb és lágyabb karakterei vannak, míg szereplőinket akcióhősöknek nevezik. De a Marvelnél most a karakterek létrehozásával és marketingjével foglalkozunk."